# Coelioxys pratti
Coelioxys pratti är en biart som beskrevs av Crawford 1914. Coelioxys pratti ingår i släktet kägelbin, och familjen buksamlarbin. Inga underarter finns listade i Catalogue of Life.